# رهاب السعادة
شيروفوبيا (بالإنجليزية: Cherophobia)‏ أو رهاب السعادة (بالإنجليزية: Aversion to happiness)‏ هي حالة نفسية يقوم فيها المريض بتجنب التجارب أو المواقف السعيدة.

## أسبابها
أحد أهم أسباب هذه الحالة هو شعور الشخص بأن السعادة يليها حدث سلبي يفسدها، لذا فهو يتجنب كل ما يمكن أن يجعله سعيدا. كما لو كان عقابا لنفسه ضد الشعور بالارتياح. في الثقافات الغربية، مثلاً في الثقافة الأمريكية «مفروغ منه تقريبا بأن السعادة واحدة من أهم القيم التوجيهية في حياة الناس»، الثقافات الغربية تحركها رغبة في تحقيق أقصى قدر من السعادة، والتقليل من الحزن. والفشل في الظهور سعيدا في الغالب يدعو إلى القلق.اتفق عليها في علم النفس الإيجابي الغربي والبحث عن الرفاه الشخصي.

## العوامل الثقافية
هناك أربعة أسباب رئيسية لتفادي الأفراد والثقافات السعادة: الاعتقاد بأنه عندما تكون سعيدا سوف تحدث أشياء سيئة، تجعل منك شخصا سيئا، التعبير عن السعادة سيئ بالنسبة لك ولغيرك. على سبيل المثال، "بعض الناس -في الثقافات الغربية والشرقية- حذرون من السعادة لاعتقادهم بأن الأمور السيئة كالتعاسة والمعاناة والموت. تميل للحدوث مع الأشخاص السعداء.
هذه النتائج "الدعوة إلى مسألة فكرة أن السعادة هي الهدف النهائي، واتفق في عدد من المقالات والمنشورات الذاتية حول ما إذا كانت بعض الخيارات من الأرجح أن تجعلك سعيدا " بالإضافة، "في الثقافات التي تؤمن أن السعادة الدنيوية مرتبطة بالخطيئة والتدهور الأخلاقي.سوف تشعر فعلا بارتياح أقل عندما تكون حياتهم (حسب معايير أخرى) تسير على ما يرام، حتى السعادة الشخصية ببساطة لا يمكن اعتبارها مقياسا للرضى بحياة الفرد، والمواقف مثل النفور من السعادة لها أثر هام لقياس السعادة عبر الثقافات، وترتيب الأمم في درجات السعادة.